# Damian Hugo Philipp von Schönborn-Buchheim

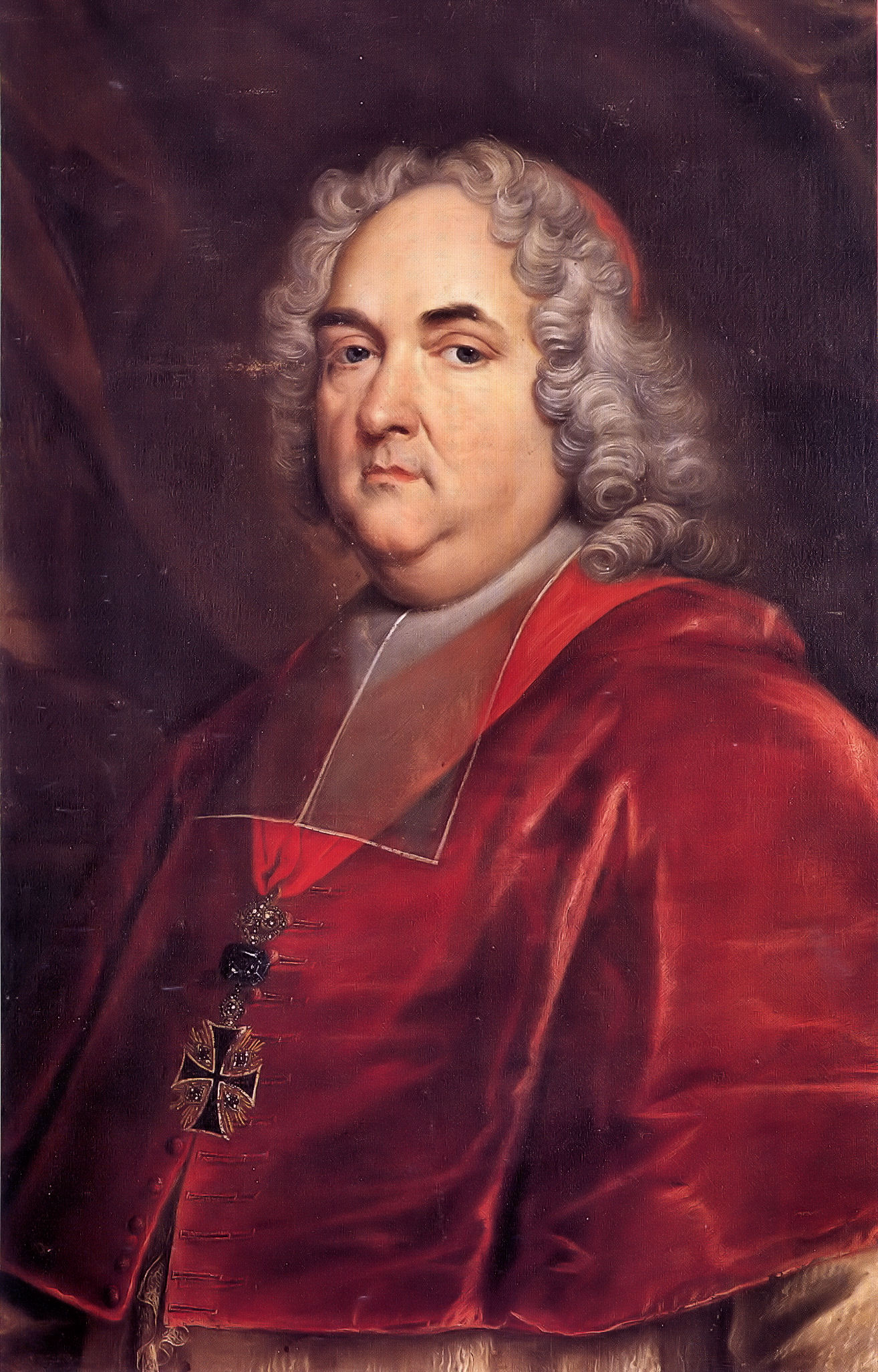
Graaf von Schönborn-Buchheim, Duits kardinaal-prins-bisschop en landcommandeur van Alden-Biesen en Marburg. Hij draagt het ridderkruis van de Duitse Orde.

Damian Hugo Philipp von Schönborn-Buchheim (Mainz, 19 september 1676 – Bruchsal, 19 augustus 1743) was prins-bisschop van Spiers en van Konstanz. Hij werd kardinaal alvorens bisschop en priester te zijn. Hij was landcommandeur voor de Duitse Orde in de balijen Biesen en Marburg. Als ridder van de Duitse orde diende hij militair het Rooms-Duitse Rijk; hij was eveneens minister van de Rooms-Duitse keizer.
Hij was geboren als jonkheer. In 1701 kreeg hij van de keizer de titel van graaf.

## Levensloop

### Familie
Jonkheer von Schönborn-Buchheim werd geboren in 1676 in Mainz als telg uit het geslacht Schönborn. Hij was de derde zoon van de achttien kinderen van Melchior Friedrich graaf von Schönborn, groot-maarschalk, minister van Staat en raadgever van de keizer van het Rooms-Duitse rijk, en van Maria Sophia Freiin von Boyneburg. Hij was een neef van de machtige aartsbisschop en keurvorst van Mainz, Lothar Franz von Schönborn. Deze laatste was aartskanselier van het Heilige Roomse Rijk en was heel zijn leven de beschermheer van de jonge Schönborn-Buchheim. Drie van de broers Schönborn-Buchheim werden ook prins-bisschop.
Schönborn-Buchheim studeerde bij de jezuïeten in Mainz en daarna aan de universiteit van Mainz. Hij studeerde eveneens aan het Collegio Germanico in Rome (1693-1695), aan de universiteit van Leiden en aan die van Leuven (1698).
Hij combineerde zijn loopbaan binnen de Duitse Orde en het Rooms-Duitse Rijk met zijn hoge functies binnen de Rooms-Katholieke Kerk.

### Duitse Ridderorde

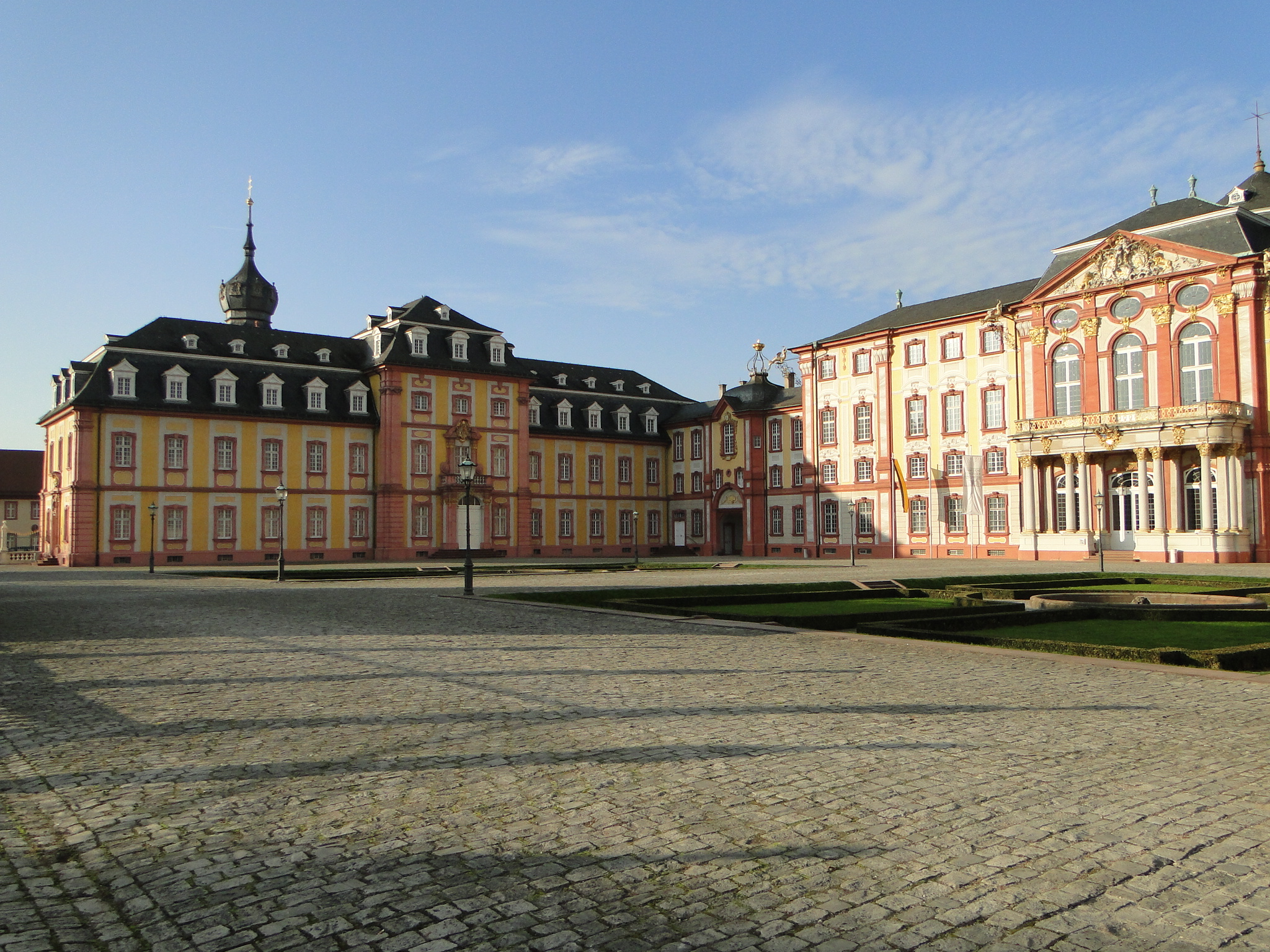
Het door hem gebouwde Slot Bruchsal.

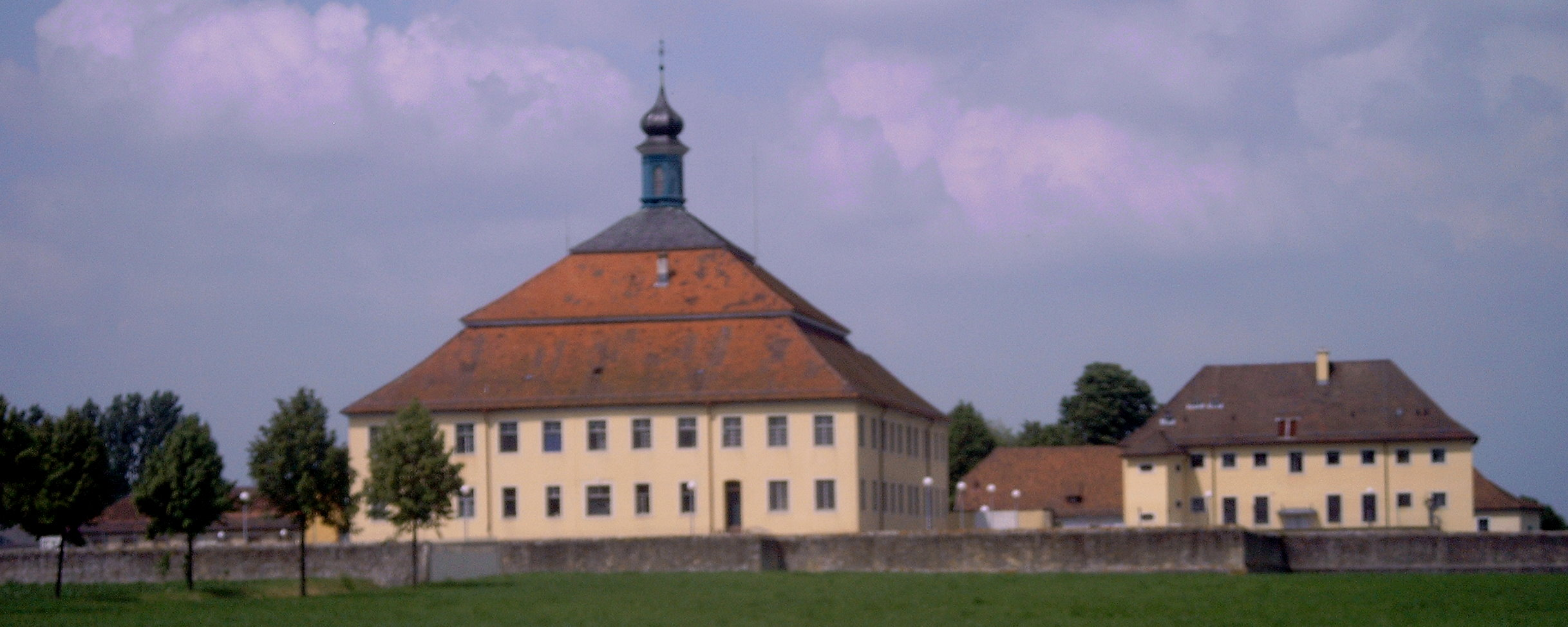
Het door hem gebouwde jachtslot Kislau in Bad Schönborn.

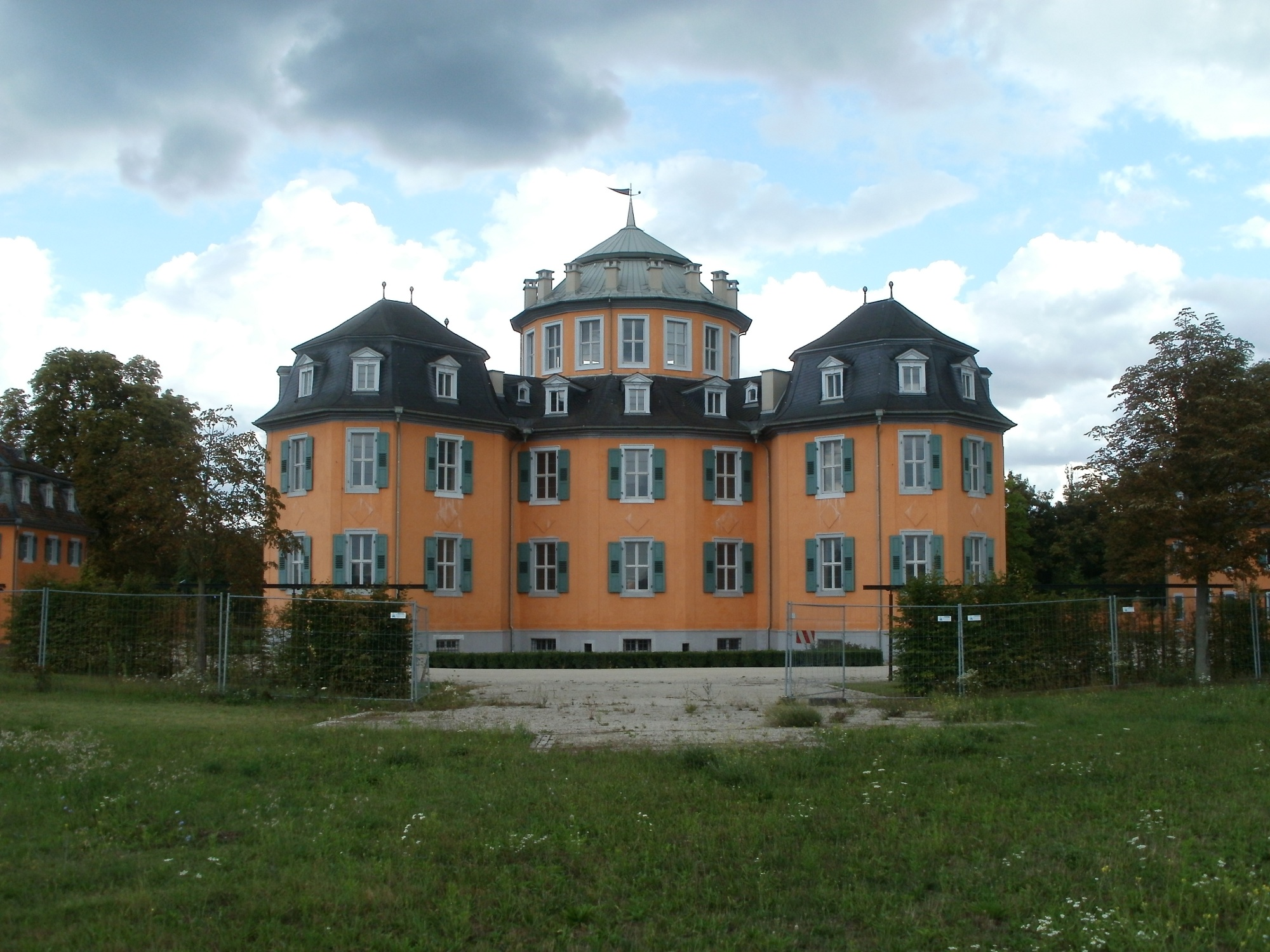
Het door hem gebouwde jachtslot Ermitage in Waghäusel.

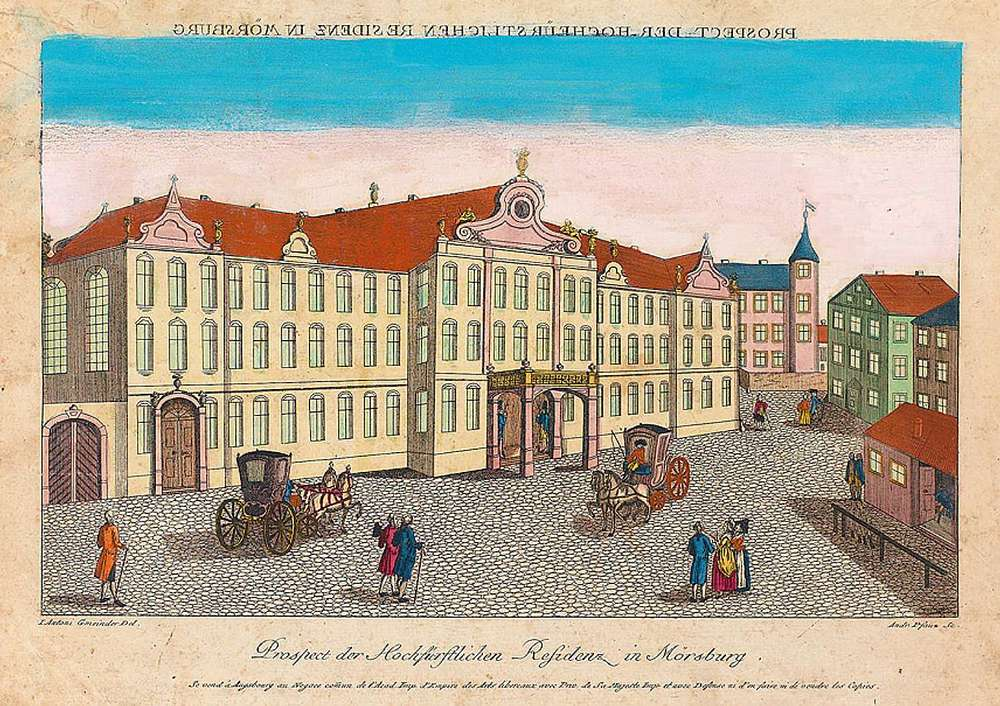
Als hulpbisschop van Konstanz liet hij een nieuw kasteel optrekken in Meersburg.

Vrij jong trad hij toe tot de Duitse Orde. Hij was actief als officier (1698-1699) in het keizerlijk leger van Leopold I, zijn neef. In Alden Biesen werd hij ingezworen als Teutoonse ridder (1699). Hij was vervolgens actief voor de Duitse Orde in Aken, Felsberg, Ober-Flörsheim en Marburg. In 1703 werd hij benoemd tot landcommandeur van de balijen Marburg en Alden Biesen. Dit bestuur behield hij voor de rest van zijn leven. Leopold I schonk hem de titel van graaf in 1701. In 1703 sloeg Schönborn-Buchheim mee een opstand in de stad Hamburg neer. Van 1706 tot 1708 verbleef hij aan het hof van keizer Jozef I, de opvolger van Leopold I. Zijn verblijf in Wenen gebeurde in naam van de Duitse Orde; hij deed dit bovendien op vraag van zijn oom, de prins-aartsbisschop van Mainz.

### Minister van het Rooms-Duitse Rijk
De keizer stuurde hem naar Nedersaksen en Saksen, als gevolmachtigd minister van Saksen (1708-1712). Hier moest hij onderhandelen met het jonge koninkrijk Pruisen maar vooral met het koninkrijk Hannover. Hannover zal volop in de Grote Noordse Oorlog. De belangen van de keizer moesten veilig gesteld worden tijdens de Grote Noordse Oorlog. Dit deed Schönborn-Buchheim zo goed dat de keizer hem benoemde tot minister van Staat, een titel die zijn vader ook droeg. In 1712 nam hij deel aan een delegatie van de keizer op bezoek in Braunschweig.

### Roomse kerk
In 1696, het jaar dat hij in Leuven zat, kreeg hij de lagere wijdingen. Dit was nog geen priesterwijding in de Roomse kerk. Keizer Karel VI, de opvolger van Jozef I, steunde hem voor een kardinaalshoed (1713). Op 29 mei 1715 werd hij tot kardinaal benoemd. In 1716 werd hij hulpbisschop van Spiers met recht van opvolging. In 1720 werd hij tot priester gewijd. Dit was vlak voor zijn bisschopswijding tot prins-bisschop van Spiers (1721). Prins-bisschop van Spiers bleef hij voor de rest van zijn leven (1721-1743). Zijn kardinaalsbenoeming werd vervolgens ingevuld met de titel van kardinaal-diaken van San Nicola in Carcere-kerk in Rome en van kardinaal-priester van San Pancrazio, eveneens in Rome.
In Spiers en omgeving ontpopte de prins-bisschop zich als een bouwheer van kastelen en kerken. Hij liet het stadje Damianstadt heropbouwen, genoemd naar hem. Het ging om de verwoeste stad Bruchsal. Deze stad was verwoest door de Fransen, tijdens de Negenjarige Oorlog. In de bouwplannen van de Sint-Pieterskerk voorzag hij een graftombe voor hemzelf en voor nog 2 opvolgers na hem. Toen iemand de opmerking maakte dat er toch meer prins-bisschoppen in Spiers zouden komen, antwoordde hij “mehr wird niet vonnöthen sein”. Dit laatste bleek achteraf juist. De 3e bisschop van Spiers na hem, Philipp Frans Wildrich van Walderdorf, was geen prins-bisschop meer. De prins-bisschop verlegde de residentie van Spiers naar Bruchsal. Hij bouwde er zijn paleis, het Slot Bruchsal. Daarnaast bouwde hij het jachtslot Eremitage in Waghäusel en het jachtslot Kislau in Bad Schönborn.
Schönborn-Buchheim volgde strikt de kerkenpolitiek van zijn oom in Mainz – Spiers behoorde tot de kerkprovincie Mainz –. Dit betekende dat hij de jezuïeten vrije hand gaf in zijn bisdom, katholiek onderwijs oprichtte en een priesterseminarie heroprichtte in Spiers. Dit gaf allemaal belangrijke tegenkanting in de protestantse rijksstad Spier. De twisten met de stad Spiers maakten dat hij grotendeels buiten Spiers verbleef, met name in een van zijn rijkelijk opgesmukte kastelen.
In 1722 werd hij hulpbisschop van Konstanz, met recht van opvolging. De bisschopsbenoeming van Konstanz kreeg hij veel later pas, slechts in 1740, 3 jaar voor zijn dood. Het was een moeilijke bisschopsbenoeming in Konstanz. De hulp van zijn 3 broers prins-bisschop kon hij goed gebruiken. De stad Konstanz ontnam hem echter de wereldlijke rechten van bestuur over de stad. Daarom verbleef de prins-bisschop liever in het door hem aangelegd kasteel in Meersburg, aan het Bodenmeer.

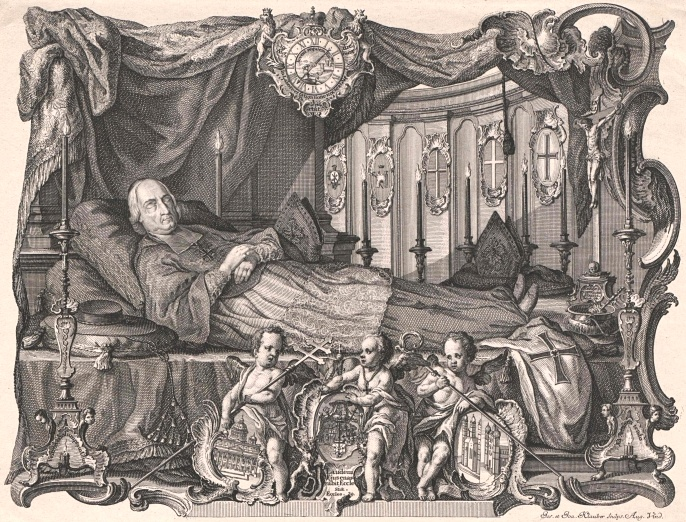
Kardinaal von Schönborn-Buchheim op zijn sterfbed in het Slot Bruchsal.

Hij stierf in 1743 in zijn residentie in Bruchsal. Mogelijks stierf hij aan malaria, wat hij ooit in Rome had opgelopen hebben. Zijn graf staat in de Sint-Peterskerk van Bruchsal, ooit door hem Damianstadt genoemd. Niettegenstaande de talrijke bouwwerken op zijn kosten was de schatkist van het prinsbisdom Spiers niet leeg.
- Bibliothèque nationale de France: cb12125681q (data)
- Gemeinsame Normdatei: 118820613
- Historisch woordenboek van Zwitserland: 026346
- International Standard Name Identifier: 0000 0000 7688 7606
- Library of Congress Control Number: n86042286
- Nationale Bibliotheek van Polen: a0000003403170
- LIBRIS: 254914
- Système universitaire de documentation: 080246842
- Virtual International Authority File: 84146634288341930362